# Растяпин, Василий Сергеевич
Василий Сергеевич Растяпин (14 января 1923, Саратов — 19 марта 1945) — советский воздушный стрелок самолёта-торпедоносца A-20G «Boston» ВВС Балтийского флота во время Великой Отечественной войны, Герой Российской Федерации (23.02.1998, посмертно). Гвардии младший сержант (31.10.1943).

## Биография
Родился 14 января 1923 года в городе Саратове в семье рабочего. Русский. Окончил 8 классов школы в 1939 году. Работал столяром.
В июле 1943 года призван в Рабоче-крестьянский Красный Флот. Окончил 2-ю школу младших авиационных специалистов ВВС ВМФ при 3-м Военно-морском авиационном училище ВМФ (Саранск) в октябре 1943 года, где получил специальность воздушного стрелка и был направлен в авиацию Краснознамённого Балтийского флота.
Участник Великой Отечественной войны с ноября 1943 года, воевал воздушным стрелком в составе 51-го минно-торпедного авиационного полка. В июле 1944 года переведён воздушным стрелком в 1-й гвардейский минно-торпедный авиационный полк, в котором воевал до последнего дня.
С декабря 1943 год по март 1945 годов воздушный стрелок самолёта A-20G «Boston» 1-го гвардейского минно-торпедного авиационного полка 8-й минно-торпедной авиационной дивизии ВВС Краснознамённого Балтийского флота гвардии младший сержант В. С. Растяпин совершил 60 боевых вылетов в Финский залив и в Балтийское море. Участвовал в выполнении минных постановок в порты Либава, Мемель, Виндава, Ханко. За период с июля 1944 года по март 1945 года обеспечил своему экипажу потопление 5 транспортов противника.
19 марта 1945 года в составе экипажа гвардии майора В. А. Меркулова участвовал в атаке транспорта противника водоизмещением 12000 тонн на траверзе города Нойкурен. Самолет был подбит зенитным огнём, но его экипаж продолжил выполнение задачи: торпедоносец вёл атаку до конца и сбросил торпеду, поразившую немецкий транспорт; также он отвлёк на себя внимание зенитчиков врага, что позволило второй группе бомбардировщиков-топ-мачтовиков, тяжело повредить сторожевой корабль противника, который выбыл из строя до конца войны. Горящий «Бостон» упал в море. Вместе с Меркуловым погибли и его боевые друзья: штурман Герой Советского Союза гвардии майор А. И. Рензаев, начальник связи гвардии старшина А. П. Грибовский, воздушный стрелок гвардии младший сержант В. С. Растяпин. Вернувшиеся на базу экипажи доложили о таране.
Указом Президента Российской Федерации от 23 февраля 1998 года «за мужество и героизм, проявленные в борьбе с немецко-фашистскими захватчиками в Великой Отечественной войне 1941—1945 годов», гвардии сержанту Растяпину Василию Сергеевичу присвоено звание Героя Российской Федерации посмертно.
Этим же указом высокое звание Героев присвоено и другим членам экипажа: гвардии майору Меркулову Василию Александровичу и гвардии старшине Грибовскому Александру Прокофьевичу.
Награждён орденом Красной Звезды (25.04.1945, посмертно).

## Память
- Именем Героя названа улица в Саратове[6].
- Имя Героя высечено на памятнике лётчикам Балтики на Советском проспекте в Калининграде.
- Имя высечено на Мемориале «Лётчикам, погибшим над морем. 1941—1944» в пос. Борки Ломоносовского района Ленинградской области.